# دهستان پشتکوه (فلارد)
دهستان پشتکوه، یکی از دهستان‌های بخش امامزاده حسن شهرستان فلارد در استان چهارمحال و بختیاری ایران است. مرکز این دهستان، روستای شاه نجف است.

## جمعیت
بر پایه سرشماری عمومی نفوس و مسکن در سال ۱۳۹۵، جمعیت دهستان پشتکوه برابر با ۴٬۲۹۱ نفر بوده‌است.